# Ali Laarayedh
Ali Laarayedh (in arabo علي العريّض‎?; Médenine, 15 agosto 1955) è un politico tunisino.
È stato primo ministro della Tunisia dal 14 marzo 2013 al 29 gennaio 2014.
Si è candidato alla carica di presidente in vista delle elezioni generali del 2014.

## Biografia
Nato nella città tunisina di Médenine il 19 luglio 1955. Laurea in ingegneria presso la Scuola di navigazione marittima della Tunisia. Alla fine dei suoi studi universitari è entrato nel mondo della politica come membro del Partito del Rinascimento (o Ennahda), di cui nel 1981 è stato un portavoce fino al 1990 che è stato arrestato e molestato dalla polizia e successivamente condannato a quindici anni in prigione, in cui ha subito torture e sono state eseguite pericolose tecniche mediche che gli sarebbero potute costare la vita, tutto durante le dittature dei presidenti Habib Burguiba e Zine El Abidine Ben Ali.
Dopo il rovesciamento di Zine El Abidine Ben Ali, riprese le sue attività politiche nel Partito del Rinascimento e si unì al gabinetto del governo del nuovo Primo Ministro Hamadi Yebali, che il 24 dicembre 2011 era membro dell'Assemblea costituente ed è stato nominato Ministro degli Interni in cui si è impegnato a sostenere la pace in Tunisia e rifiutare l'estremismo religioso, il tribalismo e il regionalismo.
Successivamente, Hamadi Yebali, dopo aver rassegnato le dimissioni dalla sua posizione politica in successione, ha ricoperto la carica di Segretario Generale del Partito del Rinascimento e il 14 marzo 2013 è stato nominato [1] dal Presidente Moncef Marzouki come 12 ° Primo Ministro della Tunisia.